# Sylvester Levay

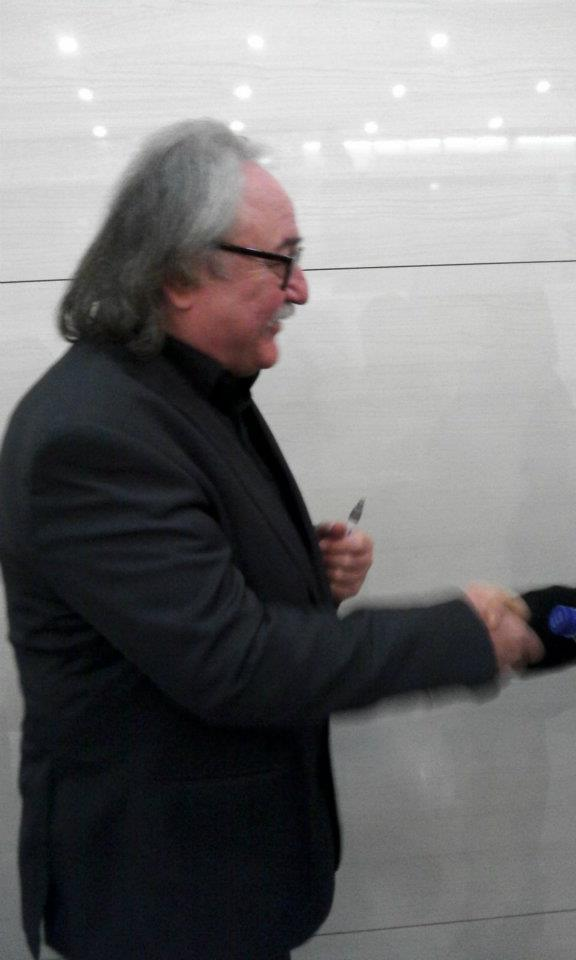
Sylvester Levay (2012)

Sylvester Levay (* 16. Mai 1945 in Subotica in der Vojvodina, Serbien) ist ein ungarischer Komponist. Er hatte in den 1970er Jahren Erfolge im Pop-Genre, komponierte für Film und Fernsehen und seit den 1990er Jahren Musicals.

## Leben
Mit acht Jahren begann Sylvester Levay seine Ausbildung an einer Musikschule. Bereits mit 15 Jahren gewann Sylvester Levay seinen ersten Kompositionswettbewerb. Ab 1962 arbeitete er in ganz Europa. 1971 nahm er (an Orgel und Keyboard) mit Eddy Marron und Christian von Hoffmann das Progressive-Rock-Album Vita nova auf.
1972 zog er nach München. In dieser Zeit traf er auf Michael Kunze, mit dem er seitdem erfolgreich zusammenarbeitet. Ihre ersten großen gemeinsamen Erfolge waren die Produktionen für Silver Convention und Penny McLean im „Munich Disco Sound“ (Save Me, Fly, Robin, Fly, Get Up and Boogie, Lady Bump). Fly, Robin, Fly war der erste in Deutschland produzierte Titel auf Platz eins der US-Billboard-Charts. Die Single erhielt zudem einen Grammy in der Kategorie „Best R&B Instrumental Performance“, der live von Aretha Franklin überreicht wurde. In München arbeitete er auch zusammen mit Udo Jürgens und Katja Ebstein. Zwischen 1977 und 1980 komponierte und produzierte Levay für Elton John, Donna Summer und andere. Levay orchestriert alle seine Werke selbst und beherrscht verschiedene Instrumente wie Klavier, Saxophon, Klarinette, Querflöte und Orgel.
Von 1980 bis 2000 verbrachte Sylvester Levay sehr viel Zeit in Hollywood und konzentrierte sich auf das Komponieren von Filmmusik (u. a. für die Fernsehserie Airwolf). Er wurde Mitglied der National Academy of Recording Arts Sciences (NARAS) und der Academy of Television Arts & Sciences (ATAS). An den amerikanischen Universitäten University of California, Los Angeles und University of Southern California hielt er Vorlesungen über Filmkomposition.
Seit den 1990er Jahren widmete sich Levay dem Musical. Zusammen mit Michael Kunze, wurden sie ein großes Erfolgsduo dieser Musikgattung. Der Stil ihrer Musicals wurde von den damaligen Musik-Kritikern abgelehnt, aber wiederum umso mehr vom Musical-Publikum geschätzt und geliebt. Das sich auch in den Verkaufszahlen der Musical-Tickets und Musical-CDs zeigte. Michael Kunze schrieb, in Deutscher Sprache, die Libretti und die Texte
zu den vielen Kompositionen von Sylvester Levay. Die dann gemeinsam zu einem musikalischen, akustisch klangvollen und harmonischen Werk zusammengefügt wurden. Darunter: Elisabeth (1992) das bisher (2022) in 12 Staaten und in 7 Sprachen aufgeführt wurde; Mozart! (1999); Rebecca (2006) u. v. a.; viele davon wurden in der Stadt Wien im Theater an der Wien und im Raimundtheater uraufgeführt.

## Privates
Sylvester Levay lebt in der Nähe von München und in Wien; dort in einer Mietwohnung im Schloss Schönbrunn. Er ist seit 25 Jahren mit seiner Frau Monika verheiratet und hat eine Tochter und einen Sohn. Am 31. August 2021 bekam er vom Staat Österreich den Berufstitel Professor verliehen, wobei die feierliche Zeremonie im Schloss Schönbrunn stattfand.

## Kompositionen (Auswahl)
Musicals
- Hexen hexen (1991, Aufführung auf Freilichtbühne in Heilbronn)
- Elisabeth (1992, Uraufführung im Theater an der Wien)
- Mozart! (1999, Uraufführung im Theater an der Wien)
- Rebecca (2006, Uraufführung im Raimundtheater in Wien)
- Marie Antoinette (2006, Uraufführung im Imperial Garden Theater in Tokio)
- Lady Bess (2014, Uraufführung im Imperial Theater in Tokio)
- Ouke no Monshou (2016, Uraufführung im Imperial Theater in Tokio)
- Beethoven (2023, Uraufführung im Seoul Arts Center Opera House in Seoul)

Songs
- Telegram (Deutscher Beitrag für den Eurovision Song Contest 1977, erreichte den achten Platz mit der Gruppe Silver Convention)
- Fly, Robin, Fly (Titel der Gruppe Silver Convention, erreichte Platz eins der US-Charts)

Film und Fernsehen
- Musik für den Deutschen Fernsehpreis
- Musik für den Bambi
- 1984: Die fatale Affäre der Katherine G. (A Touch of Scandal)
- 1984–1986: Airwolf
- 1985: Der Professor oder Wie ich meine Frau wiedererweckte (Creator)
- 1986: Die City-Cobra (Cobra)
- 1986: Gangster Kid (Touch and Go)
- 1987: Mannequin
- 1987: Die diebische Elster (Burglar)
- 1988: Der gnadenlose Jäger (The Tracker)
- 1989: Heidi auf der Flucht (Courage Mountain)
- 1990: Navy Seals – Die härteste Elitetruppe der Welt (Navy Seals)
- 1991: Hot Shots! – Die Mutter aller Filme (Hot Shots!)
- 1991: Schrei in der Wildnis (Cry in the Wild: The Taking of Peggy Ann)
- 1991: Stone Cold – Kalt wie Stein (Stone Cold)
- 1992: Final Pulse
- 1993: Lauras Schatten (I Can Make You Love Me)
- 1997–2002: Medicopter 117 – Jedes Leben zählt

## Auszeichnungen
- Grammy für Fly Robin Fly (1976)
- Goldene Stimmgabel (2002)
- Goldene Europa (2002)
- Ehrenmedaille Wien  (2006)
- Verleihung des Berufstitels Professor (2021)[6]